# نانا جانلیدزه
نانا جانلیدزه (گرجی: ნანა ჯანელიძე؛ زادهٔ ۷ اوت ۱۹۵۵) کارگردان فیلم و فیلم‌نامه‌نویس اهل کشور گرجستان است.

## جوایز
وی برندهٔ جوایزی همچون جایزه نیکا شده‌است.